# 托雷格莱西亚斯
托雷格莱西亚斯，是西班牙卡斯蒂利亚-莱昂塞戈维亚省的一个市镇。 总面积55平方公里，总人口382人（2001年），人口密度7人/平方公里。